# Ptilophora pallida
Ptilophora pallida är en fjärilsart som beskrevs av Hoffmann och Klos. 1915. Ptilophora pallida ingår i släktet Ptilophora och familjen tandspinnare. Inga underarter finns listade.